# Forêt de Meudon
La forêt de Meudon se trouve en France sur le territoire des communes de Chaville, Clamart, Sèvres, Meudon dans les Hauts-de-Seine et Vélizy et Viroflay dans les Yvelines. C'est la forêt domaniale la plus proche de Paris (3,5 km).

## Géographie
La forêt a une superficie d'un peu plus de 1 100 ha, dont 520 à Meudon, divisés en 99 parcelles et répartis sur six communes.
C'est la plus vaste forêt des Hauts-de-Seine, remarquable par son relief escarpé. Elle repose sur des sables et grès de Fontainebleau surmontés d'argiles à meulières de Montmorency, recouverts par endroits de limons des plateaux. « On imagine toujours la banlieue parisienne surpeuplée mais cette forêt-là, à 5 km de la capitale, est déserte. Pas de routes, des pistes. Des sous-bois silencieux. Des étangs. De grandes clairières entourées d'arbres centenaires. Les hauteurs ressemblent à des ballons vosgiens ».
L’altitude varie entre 99 et 178 m. Ses sommets dominent la Seine (située à 20 m d'altitude) de plus de 150 m, végétation exclue : 171 m d'altitude à l'Étoile du Pavé de Meudon, à la porte Dauphine, au carrefour des Cloîtres, 172 m au carrefour du Réservoir, 173 à 178 m en bordure de Vélizy-Villacoublay,, ce qui signifie que certaines cimes d'arbres s'élèvent à plus de 180 m au-dessus du fleuve, constituant une barrière naturelle à l'ouest de la capitale française. La tour hertzienne de Meudon utilisée comme relais de télécommunications, dessert toute la banlieue Ouest et culmine à près de 270 m d'altitude (c'est le point le plus haut de la région parisienne après la tour Eiffel). Elle est visible de Montmartre à Saint-Quentin-en-Yvelines, mais aussi de la forêt de l'Hautil et de certains points de la vallée de Chevreuse.
La forêt constitue une importante réserve d'oxygène pour la capitale.
Elle comprend plusieurs étangs : Écrevisses et Trou-aux-Gants (entre Chaville et Vélizy-Villacoublay ; respectivement 0,7 et 1,5 à 6 hectares) ; Ursine (Chaville, 2 ha) ; et entre Meudon et Clamart : Villebon (1,92 ha), Meudon (1,62 ha), Chalais (4 ha), Trivaux (0,90 ha) et la Garenne (1,25 ha). Il existait également une vaste pièce d'eau appelée « étang des Fonceaux » à proximité du carrefour de l'Observatoire à Meudon, étang signalé comme asséché dès avant-guerre, à l'emplacement actuel d'un stade. Les étangs, alimentés par des eaux pluviales et des eaux de drainage, sont typiques de pleine forêt avec queue peu profonde et roselière d’un côté, digue de l’autre. Entourés d'une végétation de roseaux et de nénuphars, ils sont peuplés de gardons, perches, carpes, tanches, brèmes, sandres et quelques black bass. L'étang de Chalais est classé zone naturelle d'intérêt écologique, faunistique et floristique. Aujourd'hui inaccessible au public - sauf pour les membres de l'association halieutique de Chalais-Meudon (pêcheurs et gestionnaires de l'étang) - son accessibilité est aujourd'hui remise en question par des citoyens meudonnais souhaitant profiter du lieu - ou tout au moins y avoir accès sans entraves. L'étang était autrefois un élément de la Grande Perspective du château de Meudon.
Le massif est traversé par la route historique créée par Louvois dite du pavé des Gardes, véritable « route de montagne » (pentes de 14 %) qui relie la vallée du ru de Marivel à celle de la Seine et constitue l'itinéraire le plus rapide de Paris à Versailles. Il était emprunté par les armées royales pour relier les deux capitales de la France de l'Ancien Régime, d'où son nom. La famille royale, quant à elle, suivait le fond de la vallée de Marivel.

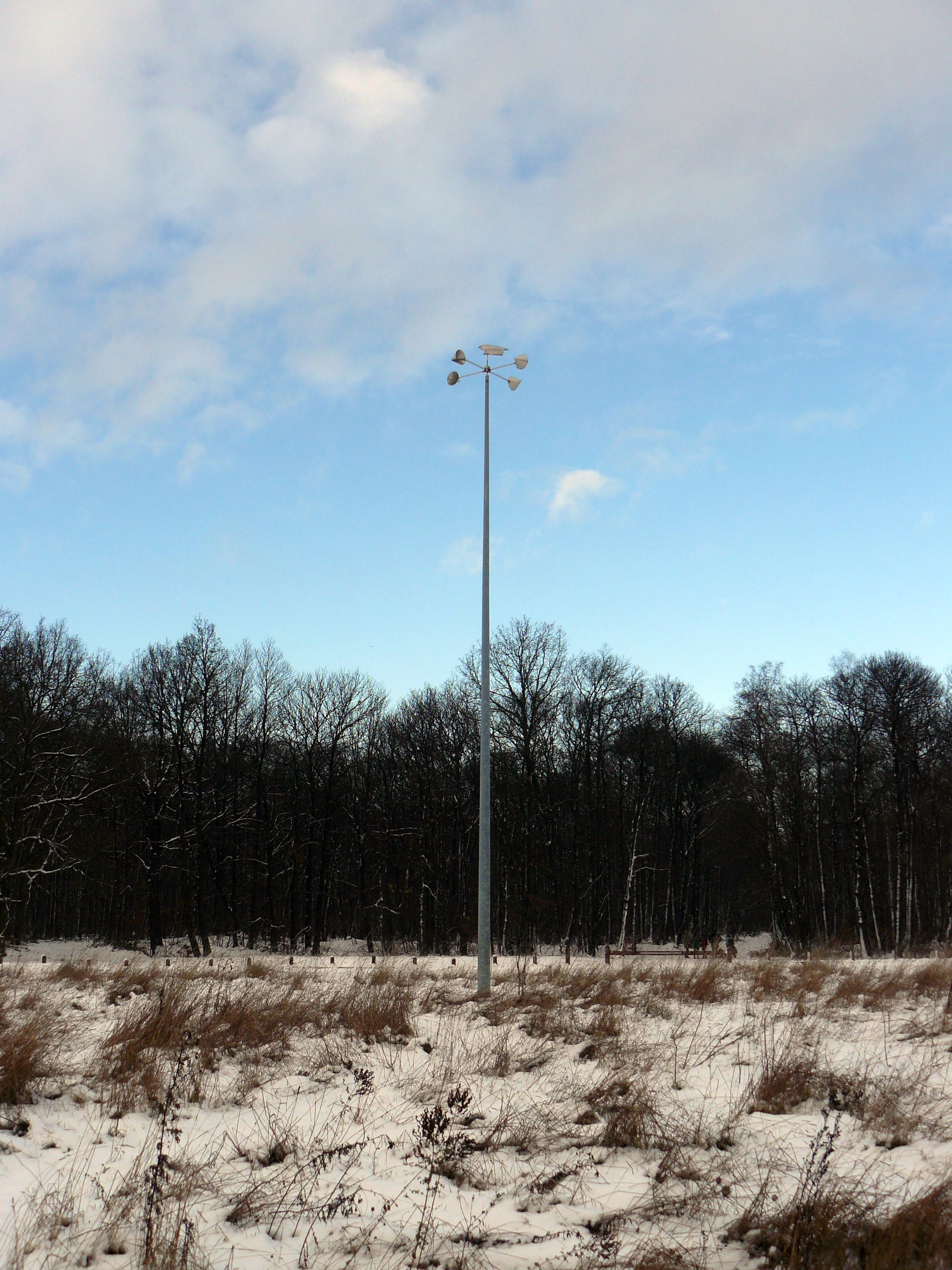
L'anémomètre du bois de Clamart sous la neige.

Aujourd'hui, la forêt de Meudon est protégée par l’Office national des forêts, chargé de son entretien. C'est un lieu de loisirs et de flânerie. Elle abrite de nombreux équipements sportifs, comme le Standard Athletic Club dit Club anglais ou le stade Marcel-Bec, ancien stade Renault cédé à la communauté Arc de Seine en 2009, et plusieurs parcours de santé.

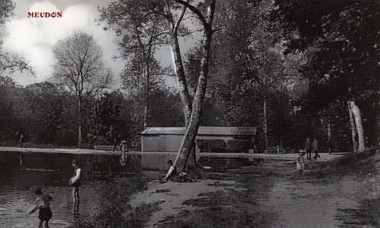
Forêt de Meudon - Étang de Trivaux - Fin XIXe siècle ou début XXe.

Elle possède près de 19 km de routes forestières ouvertes à la circulation, 15 km de routes fermées, 32 km de pistes cavalières, 55 km de pistes forestières et 16 km de sentiers balisés, dont : 
- le sentier de grande randonnée numéro 2 ou GR 2 (Dijon - Le Havre) au nord ;
- un GRP (grande randonnée de pays) qui court d'est en ouest ;
- la Ceinture verte d'Île-de-France.

De nombreux itinéraires VTT existent. Le « spot du relais hertzien » est célèbre pour ses bosses.
En lisière de forêt ont été aménagés plusieurs parcs forestiers, entretenus par les municipalités : parc forestier de Clamart, du Tronchet, de la Mare-Adam, du Babillard, de Viroflay.

## Flore et faune

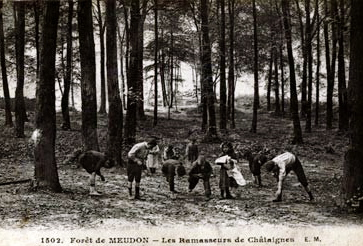
Ramasseurs de châtaignes - Fin XIXe siècle ou début XXe siècle.

La forêt de Meudon comporte des parcelles relativement sauvages. Elle est principalement composée de feuillus : de  châtaigniers (50 %), et de chênes pédonculés (35 %). On trouve aussi, le hêtre, le frêne (8 %), l’érable, le merisier, le peuplier, le charme, le bouleau, l’aulne, le tremble, le robinier (6 %) et quelques résineux (1 %).[réf. nécessaire]
Elle abrite une faune variée : renards, fouines, martres, belettes, écureuils... ainsi que des batraciens et de nombreuses espèces d'oiseaux (dont des hérons). On peut voir de temps en temps des hôtes plus insolites : ragondins et cormorans autour de l'étang de Meudon (aménagé dans les années 1960 pour servir de bassin d'orage à la commune de Meudon ; il est relié à l'étang de Villebon par un canal pavé, franchissable par un petit pont en pierre).
Une partie des sous-bois est volontairement laissée à l'état sauvage pour réduire le piétinement humain et favoriser la protection de la faune.

## Histoire
Au début de notre ère, la forêt faisait partie d'un vaste massif boisé, la forêt du Rouvray, qui recouvrait toute l'actuelle banlieue ouest de Paris, et dont les forêts de Verrières, Versailles, Fausses-Reposes, Malmaison, Marly, Saint-Germain, ainsi que le parc de Saint-Cloud et le bois de Boulogne constituent les restes. Cette zone forestière a été démembrée au cours des siècles et transformée en partie en terre agricole. Au XVe siècle elle est la propriété de l’Hôtel-Dieu de Paris, puis au XVIIe siècle, elle est partagée entre les seigneurs de Chaville (Le Tellier) et de Meudon (Abel Servien).
À partir du XVIIe siècle, sous l'impulsion du roi et de grands du royaume comme les Louvois (dont le château se trouvait à Chaville), le massif est reboisé afin de servir de réserve de chasse royale. En 1654, Servien achète au duc de Guise le château de Meudon dans lequel il réalise de grands travaux d’embellissement. Servien, puis à sa suite Louvois, aménagent dans la forêt un gigantesque système hydraulique pour alimenter les jardins du château. La création de nombreux étangs (Trivaux, Villebon) date de cette période, ainsi que celle de deux moulins à vent qui ont aujourd’hui disparu. Le domaine revient ensuite au Grand Dauphin. Louis XVI fait combler de nombreux étangs en 1773, et fait abattre les murailles en 1780. La forêt devient domaniale durant la Révolution et la ferme de Villebon est vendue comme bien national. Les propriétaires feront construire une guinguette, qui existe toujours ainsi que son cèdre, mais le manoir de Villebon et sa tour ont été démolis en 1962 pour faire place à un lycée professionnel.
Il faut attendre le XIXe siècle pour que l’on prenne conscience du caractère patrimonial de ce poumon forestier. Avec la vague romantique, la forêt accueille de très nombreux visiteurs. Elle devient un lieu de loisirs, de promenade et de rêverie, mais aussi d'étude de la botanique avec Adrien de Jussieu par exemple. À la fin des années 1960, un culte druidique se tenait encore une fois par an dans la forêt.
Ce précieux patrimoine a souffert des outrages de l'urbanisation. Des lotissements ont réduit sa surface. La forêt est aujourd'hui séparée en deux par la voie rapide N 118. L'avenue Claude-Trébignaud à Clamart (départementale D 2 ; 2 x 2 voies séparées par un muret central) constitue une autre coupure quasi infranchissable.
En janvier 2021, la communauté d'agglomération Versailles Grand Parc et l'Office national des forêts signent une convention de trois ans « pour favoriser l'accueil dans les forêts du territoire tout en réduisant les déchets sauvages ». La forêt de Meudon est concernée par l'accord.

## Curiosités et sites remarquables

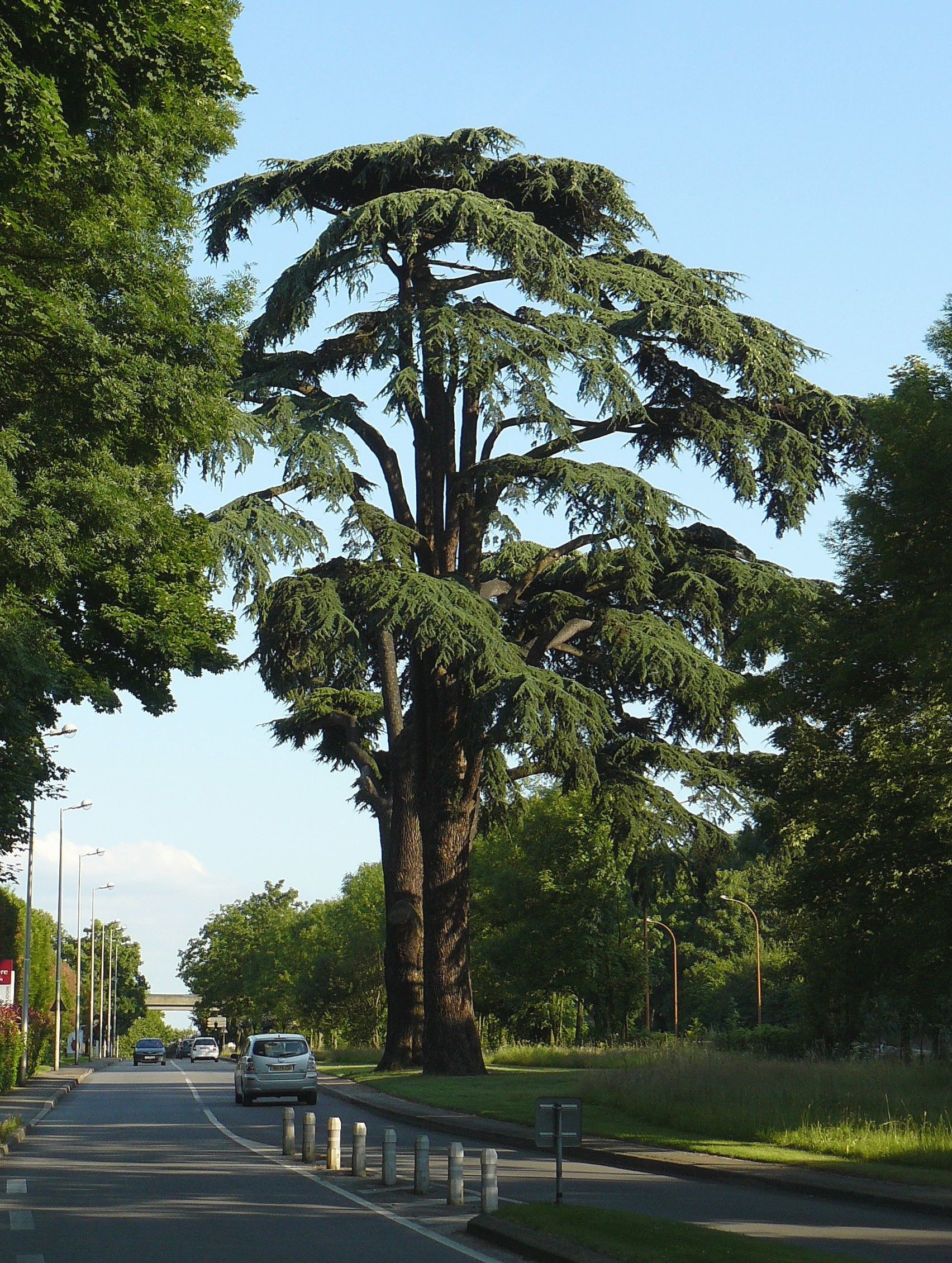
Les cèdres de Villebon.

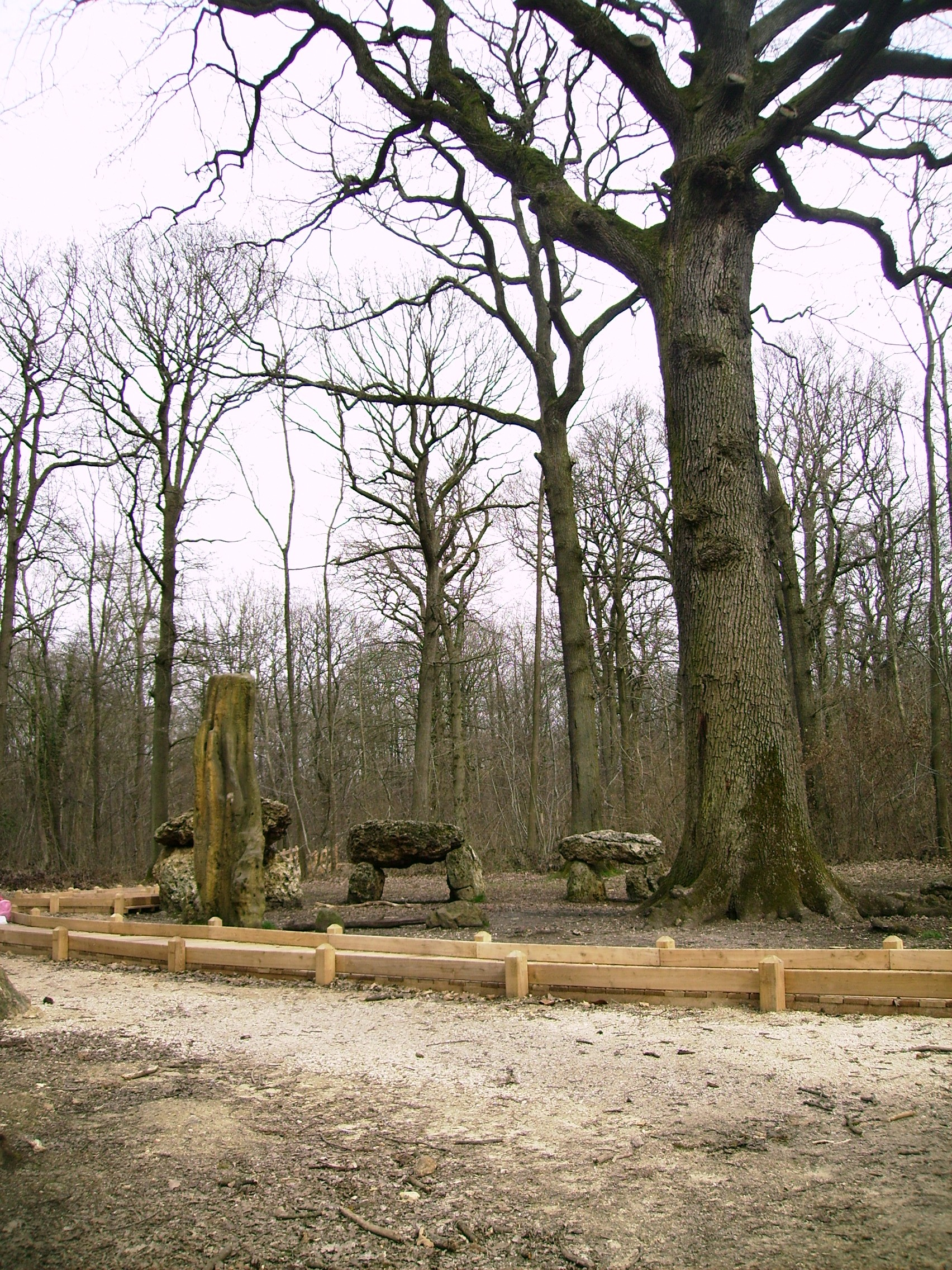
Les mégalithes sous le chêne des missions.

- le menhir de la Pierre de Chalais (ou Pierre aux Moines, monument historique) et la fontaine Sainte-Marie, vestige d'une guinguette (le long de la route de la Fontaine-aux-Lynx)
- le chêne des Missions (l'un des arbres les plus vieux de la forêt) et ses mégalithes (érigés en 1895 par des missionnaires de Meudon, d'origine bretonne)
- la réservoir de Fleury, construit à la fin du XIXe siècle pour alimenter le village de Fleury. Il était alimenté par l'étang de Chalais. Il est de nos jours désaffecté.
- le hangar Y, près de l'étang de Chalais
- les cèdres de Villebon, désormais en bordure de la RN 118
- le « Tapis Vert » créé par le Nôtre entre Meudon-la-Forêt, et l'étang de Chalais (point de vue)
- le « pavé de Meudon », ancienne route royale, remise en état en 1936 par des chantiers organisés pour lutter contre le chômage[7]
- la tour hertzienne de Meudon (1952), au rond-point dit « Étoile du Pavé de Meudon »
- le monument à la mémoire des préposés des Eaux et Forêts morts pour la France (1914-1918), à proximité de la place du Garde à Clamart
- le chêne de la Vierge à Viroflay, lieu de pèlerinage depuis une épidémie de choléra au XIXe siècle
- l'oratoire et la fontaine du Doisu à Chaville : en ce lieu s'élevait le chêne du Doisu, abattu à la fin du XXe siècle alors qu'il avait environ 6 siècles et 30 m de haut, et l'oratoire de Notre-Dame du Bon-Repos (1869, détruit en 1975), où se déroulaient des processions[3]
- l'anémomètre du bois de Clamart, qui permit de réaliser en 1884 le premier vol du dirigeable « La France »[12]

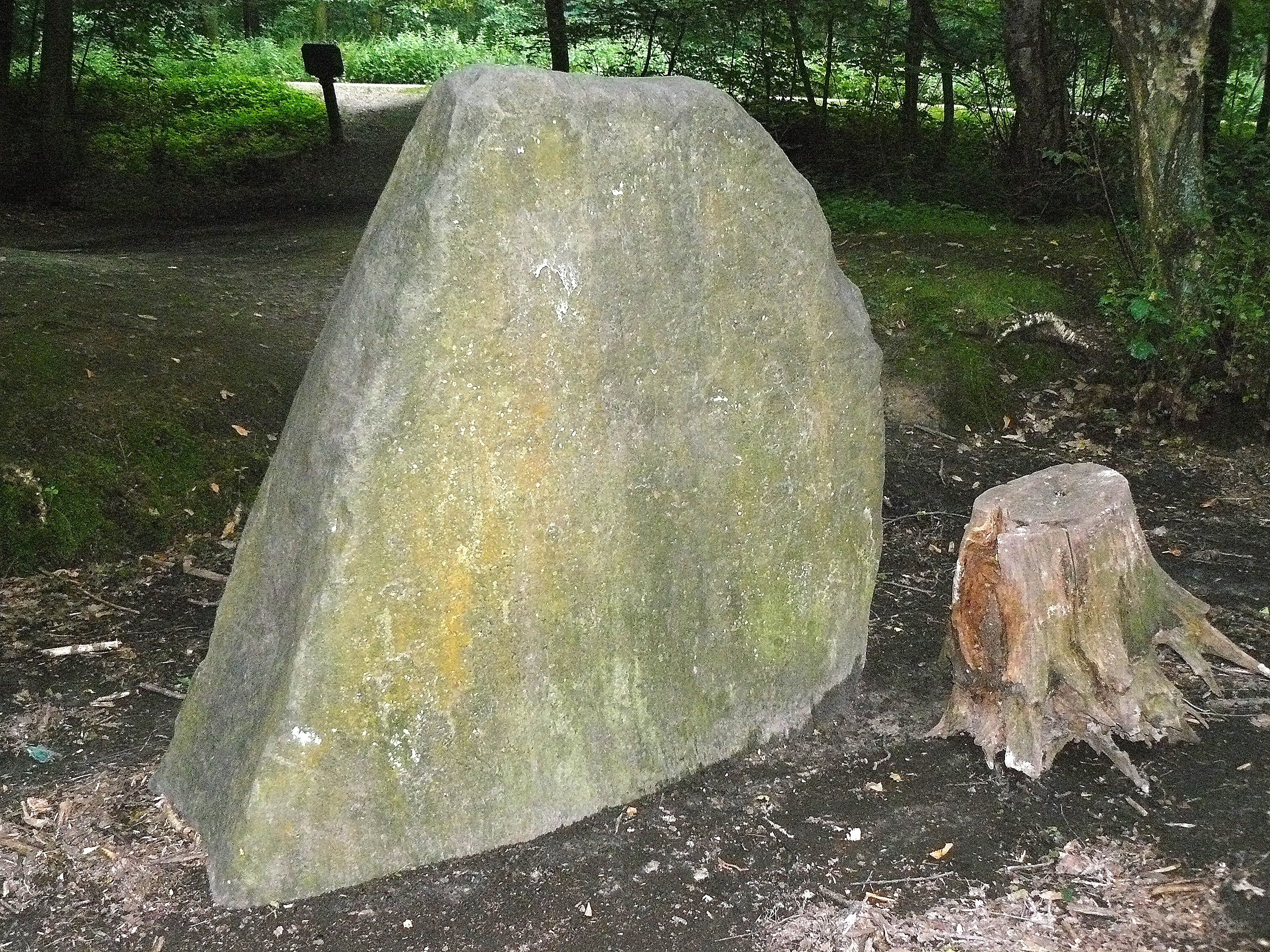
Le menhir « Pierre aux Moines » : la souche donne l'échelle.

## Dans les arts
- En 1708, Nicolas de Fer réalise le plan Parc, jardins, château et bourg de Meudon (gravure)[13].
- Carle Vernet, peinture, Chasse au daim pour la Saint Hubert, en 1818, dans les bois de Meudon, 1827, musée du Louvre (Paris)[13].
- Al. Monod, Le bois de Clamart vers 1903, musée du Domaine départemental de Sceaux[13].
- Henri Matisse, Allée d'arbres dans le bois de Clamart, 1917, musée de Grenoble[14]
- Le bois est mentionné dans les morceaux Au bois d’mon cœur de Georges Brassens (1957), Le bal de Meudon de Claude Aubry (1960)[13] et Monsieur, de Thomas Fersen (1999).

## Pour approfondir